# Divin Mubama
Divin Saku Mubama (Newham, 25 oktober 2004) is een Engels voetballer die bij voorkeur als aanvaller  speelt. Hij tekende in 2024 voor Manchester City .

## Clubcarrière
Mubama sloot zich op achtjarige leeftijd aan in de jeugdacademie van West Ham United. Op 3 november 2022 debuteerde hij in de UEFA Europa Conference League tegen FCSB. Op 16 maart 2023 scoorde hij in de Conference League tegen AEK Larnaca. In augustus 2024 trok hij naar Manchester City. Op 11 januari 2025 debuteerde Mubama voor The Citizens in de FA Cup tegen Salford City. Hij scoorde meteen bij zijn debuut. Acht dagen later speelde hij zijn eerste competitiewedstrijd voor zijn nieuwe club tegen Ipswich Town.